# Ладвозеро (озеро, Важинское городское поселение)
Ладвозеро — пресноводное озеро на территории Важинского городского поселения Подпорожского района Ленинградской области.

## Общие сведения
Площадь озера — 1,8 км², площадь водосборного бассейна — 9,8 км². Располагается на высоте 133,9 метров над уровнем моря.
Форма озера лопастная, продолговатая: оно более чем на два километра вытянуто с севера на юг. Берега изрезанные, каменисто-песчаные, местами заболоченные.
С западной стороны Ладвозера вытекает река Юлонда, впадающая в Куткозеро, из которого берёт начало река Кутка, впадающая в реку Мужалу. Последняя впадает в реку Важинку, правый приток Свири.
В восточной части водоёма расположены три небольших острова без названия.
К северо-востоку от Ладвозера располагается деревня Ревсельга и одноимённый остановочный пункт, через который проходит линия железной дороги Санкт-Петербург — Мурманск.
Код объекта в государственном водном реестре — 01040100711102000015259.